# Christine Lambrecht
Christine Lambrecht (Mannheim, 19 de junio de 1965) es una abogada y política alemana del Partido Socialdemócrata (SPD) que se desempeñó como ministra federal de Defensa de Alemania en el gobierno del canciller Olaf Scholz desde 2021 hasta 2023. Previamente se desempeñó como ministra de Justicia y Protección al Consumidor en el gobierno de la canciller Angela Merkel desde 2019 hasta 2021. Anteriormente, se desempeñó como una de las dos secretarias parlamentarias de Estado en el Ministerio Federal de Finanzas desde 2018 hasta 2019. Antes de eso, desempeñó diversos roles dentro del grupo parlamentario del SPD, incluso como líder adjunta y Jefa Whip.

## Biografía
Lambrecht asistió al Albertus-Magnus-Gymnasium en Viernheim, en el estado alemán de Hesse, y en 1984 aprobó su Abitur. Después de esto, estudió Derecho en las Universidades de Mannheim y Mainz, donde se graduó en 1992 y completó una pasantía en el Tribunal Estatal de Darmstadt.

### Carrera política
Lambrecht se unió al SPD en 1982 y fue miembro del Consejo de la Ciudad de Viernheim desde 1985 hasta 2001, del cual fue presidenta desde 1997 hasta 2001. Además, fue miembro del Consejo del Condado de Bergstraße desde 1989 hasta 1997. 
Lambrecht ha sido miembro del Bundestag desde las elecciones de 1998. Ha servido en la Comisión de Asuntos Jurídicos, la Comisión de Deportes y en el Consejo de Ancianos, que establece la agenda de las sesiones parlamentarias. Se considera que Lambrecht está en el ala izquierda del grupo parlamentario del SPD. Desde 2002 hasta 2005 y desde 2013 hasta 2017, Lambrecht fue miembro del cuerpo parlamentario encargado de nombrar a los jueces de los Tribunales Supremos de Justicia, a saber, el Tribunal Federal de Justicia (BGH), el Tribunal Administrativo Federal (BVerwG), el Tribunal Fiscal Federal (BFH), el Tribunal Federal de Trabajo (BAG) y el Tribunal Social Federal (BSG).
Después de las elecciones de 2009, Lambrecht se convirtió en la portavoz de su grupo parlamentario en asuntos legales. En 2011, fue elegida como líder adjunta del grupo parlamentario del SPD, bajo la dirección del presidente Frank-Walter Steinmeier. Fue una líder adjunta del grupo hasta su elección como Jefa Whip del Grupo Parlamentario del SPD después de las elecciones federales de 2013. Después de las elecciones de 2017, Lambrecht se unió al gobierno federal como una de las dos Secretarias de Estado Parlamentarias que prestan servicios en el marco del cuarto gabinete de Angela Merkel, bajo la supervisión del Ministro de Finanzas Olaf Scholz. El 19 de junio de 2019 se anunció que Lambrecht sucedería a la ministra de Justicia, Katarina Barley luego de que este última se trasladara a Bruselas para servir en el Parlamento Europeo. Finalmente asumió el cargo el 27 de junio. 
El 20 de mayo de 2021, asumió de forma interina como Ministra Federal de Justicia y Protección al Consumidor, tras la renuncia de Franziska Giffey.
El 8 de diciembre de 2021 asumió como Ministra Federal de Defensa de Alemania tras la formación del Gabinete Scholz. Desde este cargo, hubo de hacer frente a la reacción alemana a la invasión rusa de Ucrania. En enero de 2023, anunció su decisión de dejar el cargo de ministra de Defensa. Esto se produjo después de haber sido criticada repetidamente por su trabajo en el ministerio y múltiples escándalos políticos.